# Real de la Joya
Real de la Joya är en ort i Mexiko.   Den ligger i kommunen León och delstaten Guanajuato, i den centrala delen av landet, 300 km nordväst om huvudstaden Mexico City. Real de la Joya ligger 1 979 meter över havet och antalet invånare är 618.
Terrängen runt Real de la Joya är kuperad åt sydost, men åt nordväst är den platt. Runt Real de la Joya är det mycket tätbefolkat, med 1 313 invånare per kvadratkilometer. Närmaste större samhälle är León de los Aldama, 9,2 km öster om Real de la Joya. I omgivningarna runt Real de la Joya växer huvudsakligen savannskog.